# SOTUS: The Series
SOTUS: The Series (thajsky พี่ว้ากตัวร้ายกับนายปีหนึ่ง) je thajský televizní seriál z roku 2016, v němž hrají Prachaya Ruangroj a Perawat Sangpotirat. Vysílal se na stanici One31 od 20. srpna 2016 do 14. ledna 2017.

## Obsazení
| Perawat Sangpotirat     | Arthit Rojnapat         |
| Prachaya Ruangroj       | Kongphop Suthiluck      |
| Korn Khunatipapisiri    | Tew                     |
| Thitipoom Techaapaikhun | Kathawuth Hathaiprasert |
| Neen Suwanamas          | May                     |
| Teerapat Lohanan        | Wad                     |